# Ducati Monster 1100 Evo
Die Ducati Monster 1100 Evo ist ein Motorrad der Kategorie Naked Bike des italienischen Herstellers Ducati. Sie ist das bislang letzte luftgekühlte Modell der Ducati-Monster-Reihe mit einem Hubraum von über einem Liter.

## Modellhistorie
Die Ducati Monster 1100 Evo wurde 2010 auf der Motorradmesse EICMA vorgestellt.
Das Modell basiert auf der M5-Reihe und damit auf der zweiten Generation, die seit 2008 mit der Monster 696 auf den Markt kam. Die wesentlichen Änderungen zur Ducati Monster 1100 waren:
- Erhöhung der homologierten Nennleistung auf 70 kW (95 PS)
- rechtsseitig verlegte Abgasanlage mit modifizierter Krümmerform
- serienmäßiges Ducati Safety Pack, bestehend aus Antiblockiersystem und Ducati Traction Control
- leicht veränderte Sitzposition durch neue Sitzbank und höheren Lenker

### Modelle
Die Monster 1100 Evo war bis 2013 in folgenden Farb-Designs lieferbar:
- Rot mit Rahmen in Rot
- Diamond Black mit Rahmen in Anthrazit (Tank und Abdeckungen in Schwarz mit dunkelgrauem Zierstreifen und schwarzen Felgen)
- Rot mit Rahmen in Goldbronze für die 20th Anniversary Edition

Anders als beim Vorgänger und Nachfolger gibt es von der Monster 1100 Evo kein „S“-Modell mit höherwertigen Bauteilen.

### Sondermodelle
Von der Monster 1100 Evo existieren zwei Sondermodelle. Die 2012 vorgestellte Ducati Monster Diesel  unterscheidet sich durch verschiedene Gestaltungselemente vom Basismodell. Die Lackierung ist in mattem Khakigrün, die Brembo-Bremssättel in Gelb gehalten; die komplette Auspuffanlage ist schwarz. Hinzu kommen spezielle Blenden am Endschalldämpfer und am Cockpit. Die Sitzbank der Monster Diesel ist mit echtem Leder bezogen und mit Quernähten abgesteppt.
Das Sondermodell 20th Anniversary Edition wurde 2013 anlässlich des 20. Jubiläums der Ducati Monster aufgelegt und ist im Stil der ersten Monster-Modelle gehalten. Es ist rot lackiert, hat einen Rahmen in Goldbronze sowie runde Spiegel.

## Technik

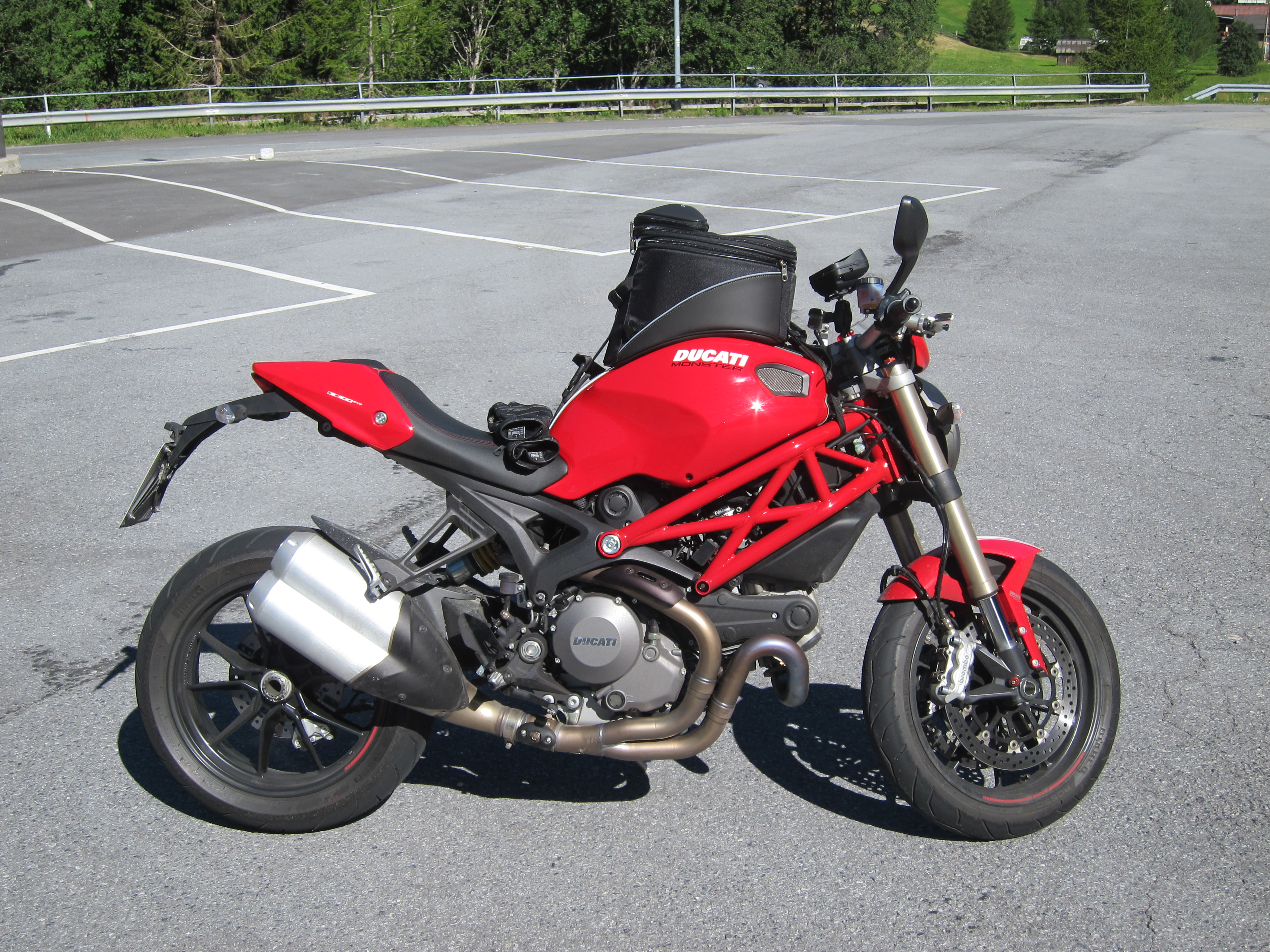
Ducati Monster 1100 Evo (2012)

### Motor und Antrieb
Der Motor der 1100 Evo ist der bis 2013 leistungsstärkste Desmodue-V2 und unterscheidet sich in vielen Bereichen vom Vorgänger. Zwar wurden Bohrung und Hub gleich gelassen, die Zylinderköpfe und Kolben jedoch neu gestaltet, um auf die Doppelzündung verzichten zu können und dennoch die Verdichtung leicht zu erhöhen. Ebenso wurde die Schwungmasse des Motors deutlich reduziert, um Gewicht einzusparen, und die Steuerzeiten wurden geändert. Auch das Motorgehäuse wurde überarbeitet und durch neue Produktionsverfahren leichter. Ebenso wurde das Gewicht der Lichtmaschine und der entsprechenden Abdeckung (nun in Magnesium) reduziert. Hierdurch wurde einerseits die maximale Leistung erhöht und Gewicht eingespart, andererseits wird kritisiert, dass die Fahrbarkeit hierunter gelitten hätte.
Die Kupplung ist eine Ölbadkupplung und keine Trockenkupplung mehr. Das hat zur Folge, dass das für viele Ducati-Modelle charakteristische Rasseln nicht vorhanden ist. Jedoch ist die Handkraft zur Betätigung und der Verschleiß geringer. An der Kupplung ist eine Anti-Hopping-Funktion serienmäßig.
- Zweizylinder-Viertakt-V-Motor, 90° Zylinderwinkel
- Bohrung: 98 mm
- Hub: 71,5 mm
- Gesamthubraum: 1079 cm³
- Verdichtungsverhältnis: 11,3 : 1
- Höchstleistung: 70 kW (95 PS) bei 7500/min (homologiert nach 95/1/EG)[6]
- Max. Drehmoment: 105 Nm bei 6000/min (homologiert nach 95/1/EG)[6]
- 6-Gang-Getriebe
- Mehrscheiben-Ölbadkupplung mit Anti-Hopping-Funktion

### Fahrwerk
Die Monster 1100 Evo verfügt über ein modifiziertes Fahrwerk. So ist die Gabel nun von Zulieferer Marzocchi und in Druck- und Zugstufe sowie Federvorspannung einstellbar.

#### Teleskopgabel
- Öldynamische Marzocchi-Upside-Down-Gabel, vollständig einstellbar
- Standrohrdurchmesser (Holme) 43 mm.
- Federweg: 130 mm.

#### Federbein
- Progressiv betätigtes Sachs-Federbein, in Zugstufe und Federvorspannung einstellbar.
- Hub des Federbeins: 59,5 mm.
- Federweg Hinterrad: 148 mm.

#### Räder
Die Leichtmetallräder mit 10 Y-Speichen sind leichter als die 5-Speichen-Räder der Monster 1100. Im Jahr 2012 gab es einen Rückruf für das Hinterrad der Modelljahre 2011 und 2012, das potenziell brechen konnte.
Vorderrad
- Abmessungen: MT 3.50 × 17”
- Reifendimension: 120/70 ZR 17

Hinterrad
- Abmessungen: MT 5.50 × 17”
- Reifendimension: 180/55 ZR 17

#### Bremsen
Die Monster 1100 Evo hat vorne eine Bremsanlage mit zwei 320-mm-Scheiben und Brembo-P4.32-Vierkolben-Bremssätteln sowie hinten einen Brembo-P-34-Zweikolben-Bremssattel, der auf eine 245-mm-Scheibe wirkt.
Das abschaltbare Antiblockiersystem stammt von Bosch und arbeitet nicht integral, das heißt, vordere und hintere Bremse werden getrennt betätigt und geregelt.

### Elektronik
Die Elektronik der Monster 1100 Evo ist weitgehend mit der der M5 Generation baugleich. Die Einspritzanlage stammt von Siemens.
Wesentliches neues Merkmal ist die Ducati Traction Control (DTC) genannte Traktionskontrolle. Das System arbeitet mit den Hallgebern des ABS und überwacht den Schlupf des Hinterrades. Hierbei erlaubt das System dem Fahrer, vier Stufen der Regelintensität zu wählen (Stufe 4 ist am empfindlichsten, Stufe 1 lässt am meisten Schlupf zu) oder das System ganz zu deaktivieren.

## Rezeption
Die Monster 1100 Evo wurde bei Erscheinen überwiegend positiv bewertet. Gelobt wurden unter anderem der Charakter des Motors, dessen Klang, die elektronischen Assistenzsysteme sowie das Design. Gemischte Kritiken erhielt besonders das Fahrwerk, welches einerseits als komfortabel bewertet, andererseits für den sportlichen Einsatz als grundsätzlich zu weich und zu wenig einstellbar kritisiert wurde. Weitere Kritikpunkte betreffen die Fahrbarkeit im Stadtverkehr, wobei hier insbesondere der Motorlauf, bedingt durch die geringere Schwungmasse, im niedrigen Drehzahlbereich moniert wird. Hierzu passt die Kritik im Vergleich zur Ducati Monster 696, der die bessere Fahrbarkeit und ein besseres Handling attestiert wird. Die teilweise einfachere Ausstattung der Monster 696 sei nicht ausschlaggebend und der Fahrspaß mindestens ebenbürtig, wenn nicht größer.
Positiv hervorgehoben wird wiederum die Sitzposition und verbesserter Komfort durch Überarbeitungen an Lenker und Sitzbank.